# آندره شولتسه
آندره شولتسه (انگلیسی: André Schulze؛ زادهٔ ۲۱ نوامبر ۱۹۷۴) دوچرخه‌سوار اهل آلمان است.